# KA-1 웅비
KA-1 웅비는 KT-1 웅비 초등훈련기를 기초로 개발한 전선통제용 항공기(전술통제기/경공격기)다. KT-1 훈련기에 무장 포드 및 정찰 장비를 장착하여 육군의 작전을 지원하고 전선항공통제 임무를 수행하기 위해 개발되었다.

## 개요
국방과학연구소에서 설계하고 한국항공우주산업(KAI)에서 총조립 제작한 전술통제기이다. KT-1 중등 훈련기의 파생형으로 플랫앤휘트니사의 950마력 엔진을 탑재하고 있다. 대한민국 공군에서 20여대를 도입, 보유하고 있다. 본래 명칭은 KO-1이었으나 2007년 10월 1일 KA-1으로 변경되었다. 현재 KO-1이라는 명칭은 사라졌다.

## 임무

### COIN기
KT-1의 경쟁기종들은 2차대전 당시의 전투기와 큰 차이가 없어서, 개발이 용이하기 때문에, 외국에서도 독자개발이 많이 되어 있다. 브라질의 슈퍼투카노는 초등 훈련기/경공격기/COIN기로 알려져 있다. COIN 임무란 대게릴라작전을 말한다.

## 무장

### 무유도 로켓
무장으로는 히드라 70 로켓 14발을 탑재할 수 있다. 이를 통해 과거보다 공격적인 의미로 명칭이 변화한 것을 볼 수 있다. 이러한 로켓에는 표적 지시를 위한 연막탄 등이 사용되어 전장에서 다른 전투기의 효과적인 폭격을 지원한다.

### 건포드
- HMP-250 12.7mm 기관총 포드 2문

## 이력
2008년 4월 17일 12년 무사고 비행을 달성한 바 있다.

## 수출( 페루 )
2011년 5월 대통령 특사로 페루를 방문한 이상득 국회의원이  페루 알란 가르시아 대통령과 면담을 한 뒤  게릴라 및 마약 소탕 작전에 유용한 기종인 KT-1을 경(輕)공격기로 개량한 KA-1을 KT-1 기본훈련기와 함께 2012년 11월 페루 국방부가 조만간 도입한다.
KA-1 10대와 KT-1 기본훈련기 10대 등 총 2억 달러 규모로 예정된다.
KA-1, KT-1 도입이 결정되면 개발사인 한국항공우주산업 (KAI)이 우선협상대상자로 지정돼 페루 국방부 측과 본격적인 협상에 나서게 되며,  페루 진출이 확정되면서 KT-1의 수출은 인도네시아와 터키에 이어 세 번째 수출이 되며, KT-1을 경(輕)공격기로 개량한 KA-1의 외국 수출은 처음이 된다.

## 제원
일반 특성
- 길이: 33.66 ft
- 높이: 12.04 ft
- 날개폭: 34.78 ft
- 최대이륙중량: 3.3 톤 (7,300 lb)
- 엔진: P&WC PT 6A-62, 950 마력
- 중력가속도 제한치 	-2.25 ~ +4.5G
- 주륜간 거리 	11.61 ft
- 전륜-주륜간 거리 	8.40 ft
- 프로펠러-지면간 거리 	1.21 ft

성능
- 최대속도: 350 Kts
- 최대고도: 22,000 ft

무장
- - 히드라 70 로켓 7발 x 2
  - 외부연료탱크 50갤론 x 2

항공전자장비
- - 임무컴퓨터
  - MFD(Multi Function Display)
  - HUD (Head Up Display)
  - GPS/INS
  - AVTR (항공영상기록기)

## 같이 보기
- KT-1
- XKT-1